# ساختار کلرید سزیم

ساختار بلوری کلرید سزیم

ساختار کلرید سزیم یکی از ساختارهای دوتایی مواد است که در آنها کاتیون‌ها در مرکز مکعب ساده و آنیون‌ها در رئوس قرار می‌گیرند؛ که مشابه شبکه مکعبی مرکز پر در فلزات است.
عدد کئوردیناسیون کاتیون در آن برابر 8 است و هر سلول واحد آن یک مولکول گرم می باشد

## برخی از ترکیبات دارای این ساختار
- CsCl
- CsBr
- CsI